# (58098) Quirrenbach
(58098) Quirrenbach – planetoida z wewnętrznej części pasa głównego asteroid okrążająca Słońce w ciągu 4 lat i 73 dni w średniej odległości 1,92 j.a. Została odkryta 9 października 1977 roku w European Southern Observatory przez Lutza Schmadela. Nazwa planetoidy została nadana na cześć Andreasa Quirrenbacha (ur. 1962), niemieckiego astronoma, dyrektora Landessternwarte Heidelberg-Königstuhl w Heidelbergu.